# Sinocorophium triangulapedarum
Sinocorophium triangulapedarum is een vlokreeftensoort uit de familie van de Corophiidae. De wetenschappelijke naam van de soort is voor het eerst geldig gepubliceerd in 1986 door Hirayama.